# Акијачак (Аљаска)
Акијачак (енгл. Akiachak) насељено је место без административног статуса у америчкој савезној држави Аљаска.

## Демографија
По попису из 2010. године број становника је 627, што је 42 (7,2%) становника више него 2000. године.
| Група                 | 2000.       | 2010.       |
| Амерички староседеоци | 540 (92,3%) | 596 (95,1%) |
| Белци                 | 19 (3,2%)   | 22 (3,5%)   |
| Афроамериканци        | 0 (0,0%)    | 1 (0,2%)    |
| Азијати               | 0 (0,0%)    | 1 (0,2%)    |
| Хиспаноамериканци     | 7 (1,2%)    | 1 (0,2%)    |
| Укупно                | 585         | 627         |